# Joan Rosell i Lastortras
Joan Rosell i Lastortras (Barcelona, 1957) és un empresari català, president de la Confederació Espanyola d'Organitzacions Empresarials (CEOE) entre el 21 de desembre de 2010 i 2018, així com president de Foment del Treball Nacional entre 1995 i 2011.

## Biografia
Fill de Joan Rosell i Codinachs i nebot de Jaume Castell i Lastortras, promotors del Banco de Madrid. De jove volia ser periodista (fins i tot treballà al Diari de Barcelona i a Tele/eXpres), però per pressions familiars es va graduar en enginyeria industrial a la Universitat Politècnica de Catalunya i estudià ciències polítiques a la Universitat Complutense de Madrid, carrera que no acabà.
Fou un dels promotors del partit Solidaritat Catalana amb Joan Echevarria i Puig, amb què es presentà a les eleccions al Parlament de Catalunya de 1980, però no va obtenir representació. Després es dedicaria plenament al món empresarial com a director general de Juguetes Congost SA (1983-1992). Joan Echevarría el proposà a Rodolfo Martín Villa perquè el nomenés president d'ENHER el 1996 i de FECSA-ENHER del 1999 a 2002. Ha estat president de Corporación Uniland (2005-2006) i ha format part dels consells d'administració de nombroses empreses, com Siemens España, Endesa Italia, Endesa, Applus Servicios tecnológicos, Aigües de Barcelona, i Port Aventura.
El 1995 substituí Antoni Algueró en la presidència del Foment del Treball Nacional. És també patró de la Fundació Futbol Club Barcelona i ha estat vicepresident de la Confederació Espanyola d'Organitzacions Empresarials abans de ser-ne president. Des del 2007 és membre del consell d'administració de Criteria CaixaCorp.
El 21 de desembre de 2010 va ser elegit president de la Confederació Espanyola d'Organitzacions Empresarials (CEOE). Rosell va aconseguir el 62,5% dels vots (444). El seu rival, el president de la patronal andalusa Santiago Herrero, que es presentava a les eleccions juntament amb Jesús Banegas, líder de la patronal tecnològica espanyola, va obtenir el 34,8% dels vots. El 14 de març de 2011 va renunciar a la presidència de Foment del Treball, on va ser rellevat per Joaquim Gay de Montellà, per centrar la seva dedicació en la presidència de la patronal espanyola. El 17 de desembre de 2014 fou reelegit de nou president de la CEOE amb 345 vots davant dels 312 d'Antonio Garamendi Lekanda.

## Obres
- España, dirección equivocada (1979)
- Crear 80.000 empresarios (1982)
- El reparto del trabajo: el mito y la razón (2000)
- ¿Y después del petróleo, qué? (2007)[3]